# Jean Péna
Jean Péna (né à Moustiers-Sainte-Marie en 1528 ou 1530 † à Paris en 1558 ou 1568), érudit et mathématicien provençal, enseigna au Collège Royal. Il traduisit en latin l’Optique, la Catoptrique et les Harmoniques d’Euclide (1557) , et édita le texte grec des Sphériques de Théodose de Tripoli (1558). Ce savant était issu d'une vieille famille provençale à laquelle on rattache le poète du XIIIe siècle Hugues de Péna.